# Pierre Hyacinthe Azaïs
Pierre Hyacinthe Azaïs, född den 1 mars 1766, död den 22 januari 1845, var en fransk filosof.
Azaïs var lärare och en tid biblioteksinspektör samt tog varmt parti för Napoleon I. Anmärkningsvärda bland Azaïs utgivna arbeten är Des compensations dans les destinées humaines (1808; tredje upplagan i 3 band 1846) och Système universel (8 band, 1810--12), i vilka han framställer en ny filosofisk världsförklaring, byggd på "kompensationernas" lag. 
Enligt hans teori drivs varje väsen av en inneboende expansionskraft att i oändlighet utsträcka sig, men denna kraft begränsas av alla andra väsendens expansion. Ur denna motsättning uppkommer två verksamhetsmassor, utvidgningens och sammantryckningens, vilka enligt förhållandenas natur noga uppväger varandra, och därigenom åstadkoms jämvikten i världen. Azaïs idéer väckte ingen större anklang.